# Карамышево (Щёкинский район)
Карамышево — село в Щёкинском районе Тульской области России.
В рамках административно-территориального устройства является центром Карамышевской сельской администрации Щёкинского района, в рамках организации местного самоуправления входит в сельское поселение Лазаревское.

## География
Расположено в 12 км к югу от железнодорожной станции города Щёкино. С севера ограничено рекой Солова. Через село проходит трасса М2.

## Население
| 2002 | 2010  |
| ---- | ----- |
| 1892 | ↘1672 |

## Экономика
В Карамышево находится центральная усадьба сельхозпредприятия «Новая Жизнь им. И. М. Семёнова», основанного в 1932 году. Предприятие занимается разведением элитного поголовья крупного рогатого скота, осуществляет производство и переработку молока. В крупных объёмах выращивается картофель и капуста. Среднегодовая численность работников — 245 человек.

## Образование
С 1965 года в селе действует средняя общеобразовательная школа № 25 «им. Героя Советского Союза А. А. Колоскова». По состоянию на 2014 год в школе обучалось 140 учащихся.

## Памятники
На территории Карамышево находится памятник — Братская могила советских воинов — расположен рядом с клубом у автодороги Москва — Крым.